# Martina Cole
Pour les articles homonymes, voir Cole.
Martina Cole, née le 30 mars 1959 à Aveley, dans le comté de l'Essex, est une écrivaine britannique spécialisée dans le roman policier appartenant au genre du true crime.

## Biographie
Irlandais catholiques, son père est originaire de la ville de Cork et sa mère est née de Glasnevin. Ils émigrent dans le Sussex, en Angleterre, où Martina Cole naît et passe son enfance. À 15 ans, la jeune Martina quitte le couvent et abandonne ses études. À 19 ans, elle met au monde son premier enfant, Christopher.
Passionnée par la littérature, elle se lance, au début des années 1990 dans l'écriture de thrillers, reconnaissant plusieurs influences sur son œuvre, notamment celle du dramaturge norvégien Henrik Ibsen et de l'écrivain ukrainien Nicolas Gogol. Ses récits se déroulent le plus souvent dans la communauté irlandaise de Londres ou de sa proche banlieue, et, presque toujours, le personnage principal en est une femme ou un antihéros. Son premier roman, Une femme dangereuse (Dangerous Lady, 1992) raconte l'existence tourmentée de Maura Ryan, une femme-gangster issue d'une famille très pauvre où le père alcoolique ne peut empêcher ses huit fils de devenir des délinquants. Après une désillusion amoureuse, quand un policier l'a plaquée alors qu'elle était enceinte, Maura est la dernière de son clan à tomber dans le crime en devenant successivement patronne d'une compagnie de distribution de glace, d'un night-club, puis d'une agence immobilière, afin de couvrir des activités illégales florissantes, jusqu'à ce que quatre de ses frères soient assassinés et que son ancien amoureux, devenu détective, lui tende un piège avant de tomber lui-même dans un traquenard.
Quatre de ces romans (Dangerous Lady, The Jump, The Runaway et The Take) ont fait l'objet en Angleterre d'adaptations sous forme de téléfilms ou de séries télévisées.
En 2010, son roman Deux femmes (Two Women, 1999) est adapté au théâtre.
En 2011, elle devient productrice exécutive de la série télévisée britannique The Runaway, basé sur son roman éponyme publié en 1997.

## Œuvre

### Romans
- Dangerous Lady (1992) Publié en français sous le titre Une femme dangereuse, traduit par Christine de Chasteigner, Paris, J'ai lu. Rose et noir no 4093, 1995  (ISBN 2-277-24093-1) ; nouvelle édition sous le titre Une femme dangereuse, traduit par Stéphane Carn, Paris, Fayard, coll. Fayard noir, 2013  (ISBN 978-2-213-63675-7)
- The Ladykiller (1993) Publié en français sous le titre La Belle et le Truand, traduit par Agnès Girard, Paris, J'ai lu. Amour et suspenseno 4552, 1997  (ISBN 2-290-04552-7) ; nouvelle édition sous le titre Le Tueur, traduit par Marie Ploux, Paris, Fayard, 2010  (ISBN 978-2-213-63658-0) ; réédition, Paris, Le Livre de poche. Thriller no 32645, 2012
- Goodnight Lady (1994)
- The Jump (1995)
- The Runaway (1997)
- Two Women (1999) Publié en français sous le titre Deux femmes, traduit par Catherine Cheval et Marie Ploux, Paris, Fayard, 2007  (ISBN 978-2-213-63270-4) ; réédition, Paris, Le Livre de poche. Thriller no 31338, 2009
- Broken (2000) Publié en français sous le titre La Cassure, traduit par Marie Ploux, Paris, Fayard, coll. Fayard noir, 2011  (ISBN 978-2-213-66228-2)
- Faceless (2001) Publié en français sous le titre Sans visage, traduit par Frédéric Eugène, Paris, L'Archipel, 2004  (ISBN 2-84187-551-2) ; réédition, Paris, Gallimard, Folio policier no 440, 2006
- Maura's Game (2002) Publié en français sous le titre Un jeu mortel, traduit par Stéphane Carn, Paris, Fayard, 2015  (ISBN 978-2-213-66289-3)
- The Know (2003) Publié en français sous le titre Jolie Poupée, traduit par Marie Ploux, Paris, Fayard, 2009  (ISBN 978-2-213-63404-3) ; réédition, Paris, Le Livre de poche no 32359, 2011
- The Graft (2004)
- The Take (2005) Publié en français sous le titre La Proie, traduit par Marie Ploux, Paris, Fayard, 2007  (ISBN 978-2-213-63280-3) ; réédition, Paris, Le Livre de poche no 31804, 2010
- Close (2006) Publié en français sous le titre Le Clan, traduit par Stéphane Carn, Paris, Fayard, 2008  (ISBN 978-2-213-63337-4) ; réédition, Paris, Le Livre de poche. Thriller no 32119, 2011
- Faces (2007) Publié en français sous le titre Caïds, traduit par Stéphane Carn, Paris, Fayard, 2010  (ISBN 978-2-213-63657-3) ; réédition, Paris, Le Livre de poche. Thriller no 32728, 2012
- The Business (2008)
- Hard Girls (2009) Publié en français sous le titre Impures, traduit par Marie Ploux, Paris, Fayard, coll. Fayard noir, 2012  (ISBN 978-2-213-64394-6)
- The Family (2010)
- The Faithless (2011)
- The Life (2012)
- Revenge (2013)
- The Good Life (2014)

## Prix
- Diamond Dagger Award 2021[1],[2]

## Sources
- Claude Mesplède, Dictionnaire des littératures policières, vol. 1 : A - I, Nantes, Joseph K, coll. « Temps noir », 2007, 1054 p. (ISBN 978-2-910-68644-4, OCLC 315873251), p. 451-452.